# Policía Nacional del Ecuador
La Policía Nacional del Ecuador es la entidad encargada de brindar seguridad pública a todos los habitantes del Ecuador. La Policía Nacional está regulada por el Ministerio de Gobierno del Ecuador.
La Constitución de la República del Ecuador establece:

La Policía Nacional es una institución estatal de carácter civil, armada, técnica, jerarquizada, disciplinada, profesional y altamente especializada, cuya misión es atender la seguridad ciudadana y el orden público, y proteger el libre ejercicio de los derechos y la seguridad de las personas dentro del territorio nacional.

Los miembros de la Policía Nacional tendrán una formación basada en derechos humanos, investigación especializada, prevención, control y prevención del delito y utilización de medios de disuasión y conciliación como alternativas al uso de la fuerza. Para el desarrollo de sus tareas la Policía Nacional coordinará sus funciones con los diferentes niveles de gobiernos autónomos descentralizados.

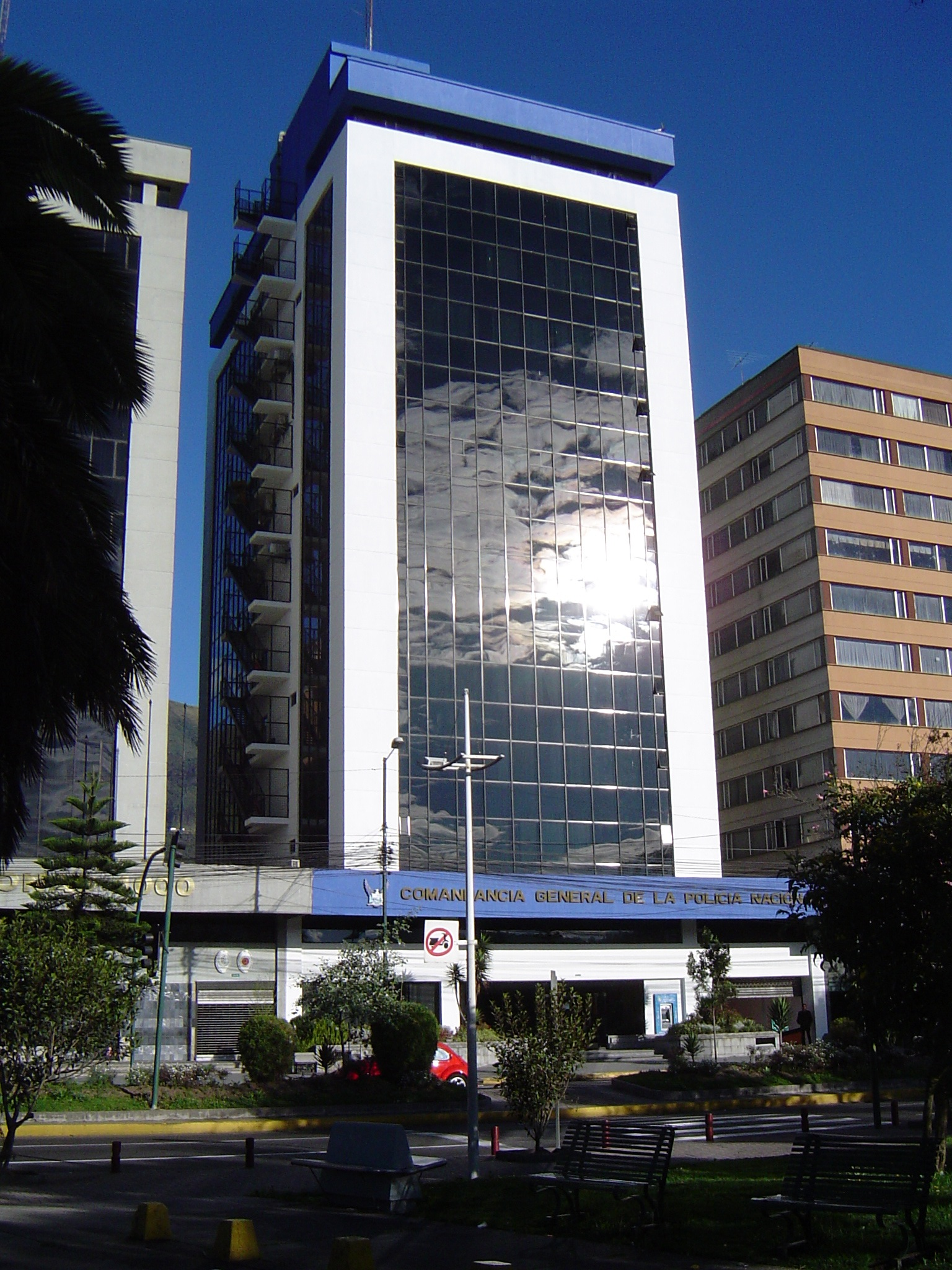
Edificio de la Comandancia General de la Policía Nacional en Quito.

Artículo 163.

## Historia

### Durante la Gran Colombia
Cuando en 1822 el Ecuador ingresa a la Gran Colombia, ésta ya tenía establecidos algunos lineamientos sobre la policía, incluyendo un sistema de funcionarios y empleados con una alta influencia militar. Con la república los Municipios se encargaron de la administración de la policía.

### Periodo republicano
Luego de la separación de la entonces República de Quito (actual República del Ecuador) de la Gran Colombia, en el año de 1832 el Congreso considera la necesidad de fijar bases para formar una fuerza policial, por lo que decreta que los Consejos Municipales, de las Capitales de Departamento elaboren el Reglamento de Policía que regirá en cada uno de ellos. Las funciones se limitarían a las permitidas por la ley y los Consejos Municipales serían los encargados de la administración de estos organismos.
Así durante el mandato del Gral. Juan José Flores no se dejó resuelto el problema, y la policía de ese entonces no era una institución nacional, pues su acción no sobrepasa los límites provinciales o cantonales.
Al asumir la presidencia Vicente Rocafuerte en el año de 1835, restablece la policía al mismo estado que se encontraba en 1830, antes de la separación de la Gran Colombia, e intenta mejorar los niveles de eficiencia y servicio dictando la Ley de Régimen Político y Administrativo. En ella se fijan como funciones de los Consejos Municipales, el cuidar de la Policía de Seguridad, Salubridad, Comodidad y Ornato.
La Asamblea Constituyente de 1843 da el primer paso para la creación de la policía actual, decreta una nueva ley de Régimen Político y Administrativo, según la cual se centralizaba en el Poder Ejecutivo la mayor parte de las atribuciones que antes le correspondían a los Municipios. En esta ley se establece que los Ministros de Gobierno y Relaciones Exteriores se encarguen de todo lo que se refiere a la Policía de todos los pueblos y ciudades. En 1848, se aprueba un reglamento creado por el Municipio de Quito, sentándose bases para una función policial menos local, pues comparte responsabilidades con el poder central. Se establece que la Policía de cada cantón estará a cargo de un Jefe de Policía, que será la autoridad máxima y será nombrado por el Ejecutivo. La Policía deja de ser dependiente administrativamente de los Municipios y se constituye una entidad casi independiente con funciones específicas, tales como: perseguir a sociedades secretas o sospechosas de cualquier crimen, cuidar que no corran rumores falsos que alarmen a la ciudadanía, los extranjeros que llegaren deberán presentarse con sus pasaportes ante el Jefe de Policía, no deberá permitirse ningún espectáculo, diversión sin licencia de la Policía, prohibición de actos o expresiones contrarios a la religión, a la moral y a las buenas costumbres, entre otras. 

#### Los inicios de la Policía Nacional
La urgente necesidad de organizar definitivamente la policía en el territorio nacional dio como resultado que el 14 de julio de 1884 el presidente José María Plácido Caamaño decreta el establecimiento de la Policía de Orden y Seguridad, separándola de las administraciones locales como los municipios y encargándole exclusivamente los asuntos relativos a la seguridad y el orden público.
Desde la creación de la Policía de Orden y Seguridad su organización mantuvo el carácter civil pero mediante decreto del Congreso Nacional el 15 de agosto de 1885 la policía fue organizada militarmente en toda la república. Se da luego otra reorganización militar el 23 de enero de 1889 por el entonces Presidente Antonio Flores Jijón. El 15 de junio de 1896 nace el servicio de la ahora Policía Judicial con el nombre de Investigaciones y Pesquisas, bajo el control de la Policía de Orden y Seguridad, mediante decreto del señor General Eloy Alfaro. Sus facultades fueron desde el 16 de febrero de 1897 las de efectuar juzgamientos en los casos de robos y homicidios. En ese año también se abrieron las primeras oficinas de este servicio en Quito y Guayaquil.

### SigloXX
El 12 de diciembre de 1923 mediante decreto del presidente José Luis Tamayo el gobierno cambió el nombre de la institución a Policía Nacional, y llegó una misión francesa para abrir escuelas de policía en Quito y Guayaquil, estas escuelas fueron finalmente abiertas en el año de 1925 aunque la idea venía desde finales de 1921. En 1938 el presidente Alberto Enríquez Gallo cambió el nombre de la policía a Fuerzas de Policía y luego a Cuerpo de Carabineros. En ese mismo año la policía fue estructurada como una institución híbrida policial-militar. Desde entonces, a pesar de varios cambios nominales, la Policía Nacional ha conservado una cultura militar.
El 1944 se transforma el Cuerpo de Carabineros en la Guardia Civil Nacional y se encarga a la Asamblea Constituyente, como recomendación del Ejecutivo, el expedir una nueva Ley Orgánica que de una nueva modalidad a la organización policial. El 12 de enero de 1949, en el gobierno de Galo Plaza Lasso, se organiza la Policía Rural sujeta a leyes propias y funcionamiento independiente.
En el año 1953, mediante decreto, Velasco Ibarra cambia la denominación de Guardia Civil Nacional a Policía Civil Nacional, además, se consideró conveniente la unificación de los mandos y el comandante general. Para el año de 1956, se unificó los mandos urbano y rural, dando fin a la autonomía de la Policía Rural.
A principios de 1965 se produce la anexión definitiva del Ecuador a la Organización Internacional de Policía Criminal (INTERPOL).

#### Creación de la policía moderna
El 27 de febrero de 1975, el Gral. Guillermo Rodríguez Lara expide la Ley Orgánica de la Policía Nacional, cambiando el nombre a Policía Nacional, también se crea, en el entonces Ministerio de Gobierno (nombre anterior del Ministerio del Interior), la Subsecretaría de Policía, encargada de la coordinación entre la institución y el gobierno. Además desde este momento la policía toma una forma que no ha recibido muchos cambios hasta la actualidad. También con esta reforma aparece formalmente la Policía Judicial bajo el comando de la Dirección Nacional de Policía Judicial e Investigaciones, siendo definida por la ley como un cuerpo auxiliar de la administración de la justicia integrado por especialistas.

#### Huelga de 1981
El 5 de enero de 1981, durante la presidencia de Jaime Roldós Aguilera, se inició una huelga en la institución. El motivo fue que luego de año nuevo aún no se había pagado a los policías su sueldo de diciembre de 1980 y los aguinaldos navideños. La huelga inició a las 7:00 y fue coordinada entre la tropa de Quito y Guayaquil siendo el principal foco del amotinamiento el Regimiento Quito N.º 1. Finalmente el ministro de Gobierno, Carlos Feraud Blum, logró solucionar la situación para las 21:30 del mismo día.

#### Fin delsigloXXe inicio delXXI

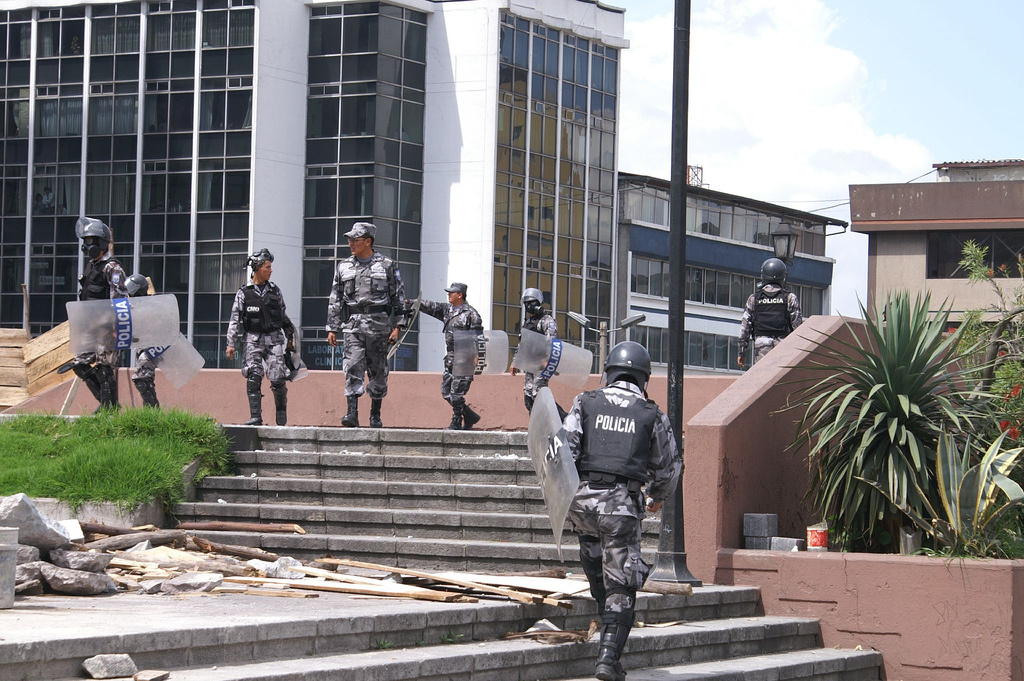
Miembros de la Compañía del Mantenimiento del Orden (CMO) después de un disturbio en Quito en 2006.

Para la llegada de la década de 1990, sin embargo, aumentó la desconfianza hacia la policía por parte de la ciudadanía debido a su falta de profesionalismo, corrupción y poca eficiencia en la búsqueda de soluciones a los acontecimientos del momento como el aumento de la delincuencia. La situación cambió poco con la llegada del nuevo milenio, a pesar de las modernizaciones regulares que recibía la institución, pero que al final resultaron ser insuficientes para combatir a criminales que si se habían modernizado verdaderamente.

#### Actualidad
Con la llegada de Rafael Correa a la presidencia, se introdujeron varios cambios en el país como: la nueva Constitución de Ecuador de 2008,  la liberación de cientos de reos con el fin de evitar que inocentes estén presos sin haber recibido el correcto juicio y sentencia, la catalogación de todos los robos sin violencia y menores como contravenciones en vez de delitos, cambiando con ello la detención por tres remuneraciones básicas (en ese momento USD $654)  lo que significó, en la práctica, aligerar el peso de las detenciones sobre el sistema judicial y penitenciario.
Durante los siguientes años de gobierno la delincuencia siguió su crecimiento, mientras la policía no contaba con suficientes agentes ni la tecnología para hacerle frente, a lo que el gobierno respondió con el Plan Seguridad Ciudadana y re Reformulación del 2010, y en 2011 con el Nuevo Modelo de Gestión de la Policía Nacional. El primer esfuerzo consistió en la modernización y entrega de nuevos equipos a la policía, como patrulleros, armas, chalecos antibalas y chalecos reflectantes, entre otros, aumento de los funcionarios policiales, se ampliaron desde entonces los laboratorios de criminalística y se inició un plan piloto de desconcentración territorial. A partir del 2010, los indicadores de homicidios empezaron a descender persistentemente hasta el 2015. En el 2011 el Nuevo Modelo de Gestión Policial apuntó al desarrollo de la desconcentración policial por sub-circuitos, fortaleciéndolos en términos de transferencia tecnológica y con cambios en la formación de los nuevos cadetes en áreas de negociación, persuasión y liderazgo comunitario. 
El Nuevo Modelo de Gestión Policial es asociable al descenso global de robos (2011-2014) y al persistente descenso de los homicidios (2010-2015). La Tasa de Homicidios descendió de 18,74 en 2009 a 7,2 en 2014. En el 2015 se logró reducir el índice de homicidios aproximándose a 6 por cada 100.000 habitantes, un índice histórico que hacía 33 años no se repetía a nivel nacional. Dado que en el 2009 la tasa de homicidios se ubicaba en 18,74,  el descenso fue del 32%. Con ello, a diferencia de sus pares de toda la región y, en especial, Colombia, Venezuela o Perú, el Ecuador muestra un descenso persistente de la violencia y se acerca a los índices más bajos de la región  (enlace roto disponible en Internet Archive; véase el historial, la primera versión y la última).
El 30 de septiembre de 2010, mientras el gobierno intentaba aprobar nuevas reformas que limitaban abusos de todos los funcionarios públicos, se produjo un motín, lo que crearía la Crisis política en Ecuador de 2010. El Expresidente de Ecuador, Rafael Correa, acudió al regimiento de policía, principal foco de la huelga, y dio un discurso en el que les aseguró que no se iba a dar marcha atrás con la ley en cuestión. Esto molestó a los policías en huelga lo que originó una situación caótica en la que Correa fue agredido con una granada de gas lacrimógeno y tuvo que prestar una máscara antigás. Además resultó lesionado de una rodilla recientemente operada. El Presidente fue apartado con dificultades del tumulto y llevado hacia el hospital del cuerpo de policía que está adyacente al lugar de los hechos, este edificio fue luego rodeado por policías sublevados. Se registraron varios actos violentos en contra de partidarios del gobierno de correísta y la prensa. Luego el presidente alegó que estaba secuestrado y declaró desde allí un estado de excepción que movilizó a las Fuerzas Armadas del Ecuador a las calles

argumentando que un golpe de Estado se estaba llevando a cabo y responsabilizando a la oposición.
Ordenó además una cadena nacional, lo que para las leyes de Ecuador significa obligar a todos los medios de comunicación a transmitir la señal del canal público, esta cadena duró ocho horas ininterrumpidas.
Alrededor de las 9 de noche se dio inicio a una incursión militar en el hospital, la toma por asalto a la casa de salud había sido ordenada por la presidencia ecuatoriana desde el mediodía. En medio de un tiroteo que duró más de 20 minutos, transmitido en vivo por la televisión nacional, llevado a cabo entre fuerzas especiales del Ejército ecuatoriano y la policía de operaciones especiales contra los sublevados de la Policía Nacional

el ejército logró retirar del hospital de la policía al Expresidente quien había estado allí por unas 10 horas.
 El operativo del ejército contó con la participación de 900 efectivos.
En distintas partes del país se reportaron manifestaciones, disturbios y saqueos durante estos acontecimientos.

Al día siguiente el ministro de Salud de Ecuador dijo que la crisis había dejado ocho muertos y 274 lesionados

, de los cuales 25 se encontraban en estado crítico.

El gobierno ecuatoriano maneja una teoría de conspiración sobre la huelga y su posterior conflicto alegando que fueron producto de un complot planificado por la oposición para derrocar al presidente, por lo que la catalogó como un intento de golpe de Estado, afirmación que es respaldada por organismos internacionales como Unasur y OEA
 y el medio de comunicación interestatal TeleSUR.
Sin embargo esta descripción no es compartida por otros actores como centros de estudios políticos y analistas nacionales e internacionales que califican el conflicto como un motín que se salió de control tanto para los policías rebeldes como para el gobierno y que terminó en revuelta, en la actualidad el tema es objeto de controversia.

 Durante el transcurso del conflicto los líderes y partidos de oposición hicieron público su aparente respaldo al orden democrático constitucional aunque coincidieron en que la versión de la conspiración golpista es una exageración del gobierno con el fin de victimizarse y aumentar su popularidad.

#### Después del 30 de septiembre
Este hecho trajo varias consecuencias para la institución como la renuncia de su cúpula administrativa, el juicio a varios de sus miembros, la entrega de la escolta de la Asamblea Nacional de Ecuador al Ejército, además el Ministerio del Interior, sucesor del Ministerio de Gobierno y Policía, tomó la personería jurídica de la institución con lo cual pasó a gestionar sus bienes, salarios, presupuesto, entre otros. También se condujo a la policía para que se convirtiese en una institución más civil.
En 2011 en un cable diplomático estadounidense escrito en 2009, liberado por WikiLeaks y publicado por El País, el embajador estadounidense Heather Hodges dijo que "la corrupción entre los agentes de la Policía Nacional del Ecuador es amplia y bien conocida" y "EE.UU. los inversores se muestran reacios a arriesgar sus recursos en el Ecuador a sabiendas de que podrían ser objetivo de los corruptos los agentes del orden".
El 15 de julio de 2011 se lanzó el plan "Los más buscados" a nivel nacional con la idea de que la ciudadanía pueda contribuir con la captura de los delincuentes más peligrosos del país a cambio de una recompensa económica. Esta fue publicada por los medios de comunicación y también por otros medios como en el internet dónde la página de la policía tiene una sección especial dedicada a ella. La lista tuvo gran éxito, por lo cual en octubre de ese año se decidió crear también otras listas secundarias para cada provincia, siendo también exitosas.
Para octubre de 2011 se calculó que existía un déficit de cerca de 25 mil policías para poder realizar sus tareas de manera efectiva y cumplir con los estándares internacionales, por lo que el gobierno planeó aumentar de 39 mil agentes en 2011 hasta 69 mil agentes de Policía Preventiva (denominando policía preventivo a todo aquel que utiliza uniforme, está en las calles y se dedica a prevenir el delito) en 2017 además de aumentar el número de agentes de las diferentes ramas especializadas. Otro cambio sería el de convertir a la Policía Nacional en una institución más civil y cercana a la comunidad en vez de militarizada y cerrada. En el 2015 se logró elevar la cifra de servidores policiales a 45.015 y se declaró la proyección de un nuevo aumento para el 2017 de 57.000 efectivos.

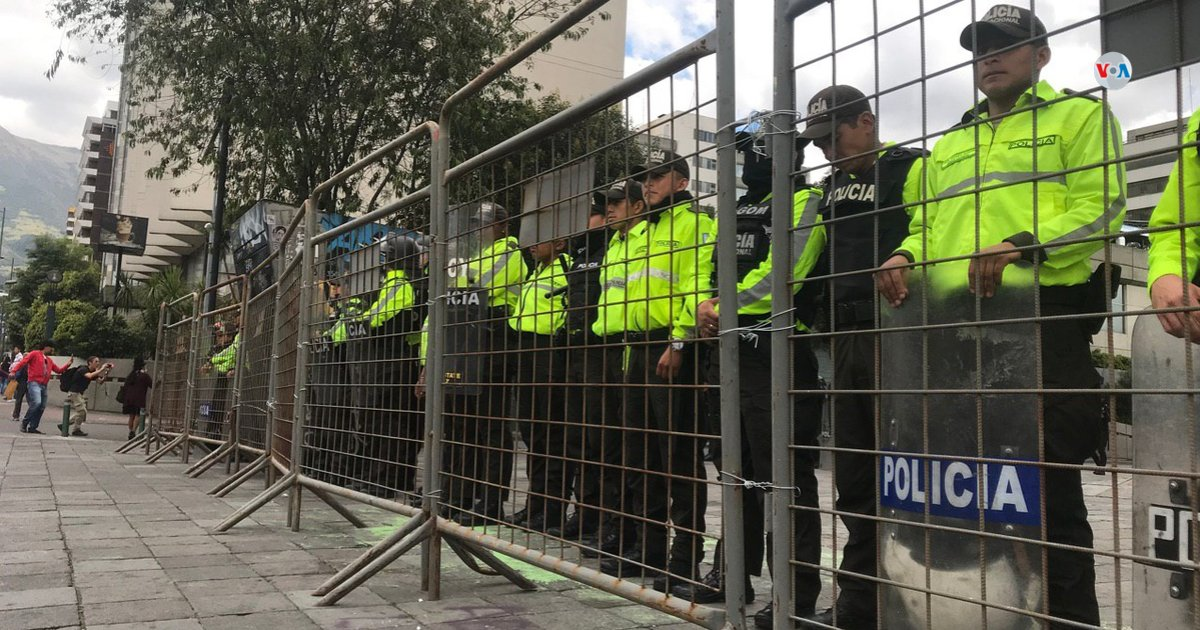
Protestas en Ecuador

## Equipos
Parte del equipamiento de un oficial de la Policía Nacional es chaleco de protección antibalas, gas pimienta, esposas, linternas, toletes, entre otros; dependiendo de la unidad y su función.
Además algunas unidas especiales como la Unidad del Mantenimiento del Orden (UMO) cuentan con trajes y escudos antimotines, máscara antigás, casco antibalas; y los cuerpos de élite como el Grupo de Operaciones Especiales (GOE), el Grupo Intervención y Rescate (GIR) o el Grupo Especial Móvil Antinarcóticos (GEMA) también usan subfusiles, fusil de cerrojo, fusiles semiautomáticos, fusiles de asalto, navajas, alimentadoras, entre otros. La Policía Nacional está equipada también con pistolas semiautomáticas.

### Armas
| Modelo                        | Foto | Origen                            | Tipo                               | Nota          |
| ----------------------------- | ---- | --------------------------------- | ---------------------------------- | ------------- |
| Smith & Wesson M&P            |      | Estados Unidos                    | Pistola semiautomática             | [ 37 ]        |
| SiG Sauer SP2022              |      | Estados Unidos                    | Pistola semiautomática             | [ 38 ]        |
| Glock 17                      |      | Austria                           | Pistola semiautomática             | [ 39 ]        |
| Taurus PT92                   |      | Brasil                            | Pistola semiautomática             |               |
| Taurus Millennium             |      | Brasil                            | Pistola semiautomática             |               |
| Taurus PT 24/7                |      | Brasil                            | Pistola semiautomática             |               |
| Star Z-84                     |      | España                            | Subfusil                           |               |
| Heckler & Koch MP5            |      | Alemania                          | Subfusil                           |               |
| Freedom Ordnance FX-9         |      | Estados Unidos                    | Subfusil                           |               |
| Joe Bob Outfitters ML-9 MULTI |      | Estados Unidos                    | Subfusil                           |               |
| Carbon 15                     |      | Estados Unidos                    | Subfusil                           |               |
| Colt SMG                      |      | Estados Unidos                    | Subfusil                           |               |
| SIG MPX                       |      | Alemania · Estados Unidos · Suiza | Subfusil                           | [ 40 ] [ 41 ] |
| Altobelli FR 12 Mini          |      | Turquía                           | Escopeta semiautomática            |               |
| PGM Ultima Ratio              |      | Francia                           | Fusil francotirador de cerrojo     | [ 42 ]        |
| Remington 700                 |      | Estados Unidos                    | Fusil francotirador de cerrojo     | [ 43 ]        |
| Emtan MZ10-S                  |      | Israel                            | Fusil de precisión                 | [ 44 ]        |
| Ruger Mini-14                 |      | Estados Unidos                    | Fusil semiautomático               |               |
| Colt M4                       |      | Estados Unidos                    | Carabina                           |               |
| Colt AR-15                    |      | Estados Unidos                    | Fusil semiautomático               |               |
| M&P15                         |      | Estados Unidos                    | Fusil semiautomático               |               |
| Bushmaster XM-15              |      | Estados Unidos                    | Fusil semiautomático               |               |
| STAG 15                       |      | Estados Unidos                    | Fusil semiautomático               |               |
| ATI Omni Hybrid Maxx          |      | Estados Unidos                    | Fusil semiautomático               |               |
| Anderson AM-15                |      | Estados Unidos                    | Fusil semiautomático               |               |
| Palmetto PA-15                |      | Estados Unidos                    | Fusil semiautomático               |               |
| Andro Corp ACI-15             |      | Estados Unidos                    | Fusil semiautomático               |               |
| Spikes Tactical ST 15         |      | Estados Unidos                    | Fusil semiautomático               |               |
| Colt M16                      |      | Estados Unidos                    | Fusil de asalto                    |               |
| MZ-4P                         |      | Israel                            | Fusil de asalto                    | [ 45 ]        |
| M60                           |      | Estados Unidos                    | Ametralladora de propósito general |               |

### Uniforme

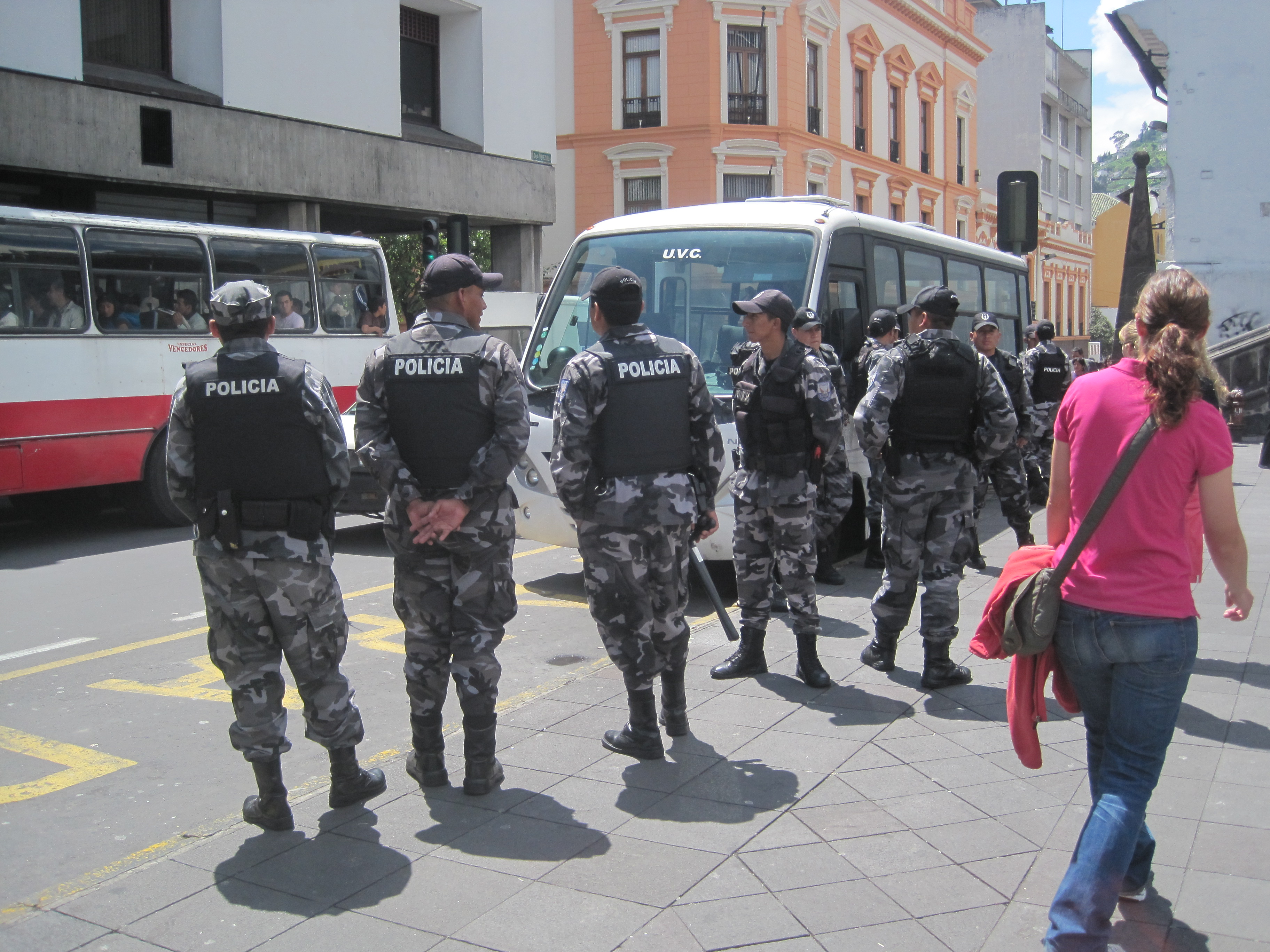
Miembros de la policía utilizando su uniforme de camuflaje.

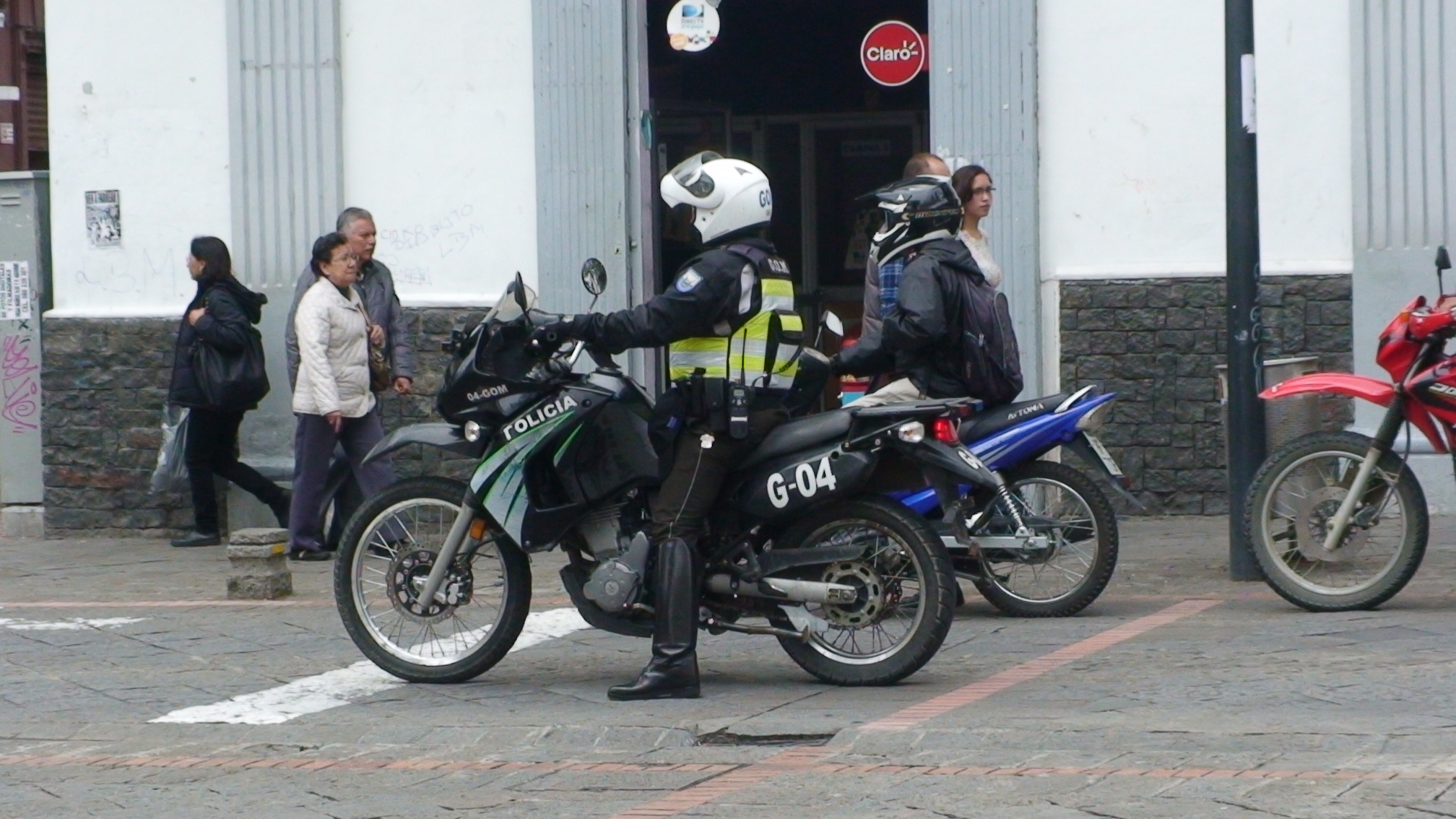
Un miembro del Grupo Operativo Motorizado (GOM) con su uniforme especialmente diseñado.

El uniforme de la Policía Nacional ha sufrido varias modificaciones a lo largo de su historia. Actualmente la Sección Uniformes de la Dirección General de Logística es la encargada del manejo de los uniformes de toda la institución. El uniforme que usan los oficiales de la institución dependen de su cargo y de la ocasión. El reglamento señala:

“El uso del uniforme debe ser motivo de honor y orgullo personal, por lo tanto deberá ser llevado de manera impecable, correcta y completa en todo lugar y ocasión por todos los miembros de la Policía Nacional."
Reglamento de uniformes para el personal de la Policía Nacional, Artículo 2.

Los uniformes para 2011 estaban reglamentados de la siguiente forma:
- De uso especial:

1. De Parada: Usado en ceremonias del relevo del mando institucional, en paradas policiales y militares, en ceremonias policiales especiales ordenadas por el comandante general y en la ceremonia conmemorativa del el 2 de marzo.
2. De Calle: Usado en presentaciones y actos oficiales, ceremonias policiales, actos sociales, culturales y religiosos y para salida de francos.
3. De Gala: Uso para todo el personal, de acuerdo a la solemnidad de los actos policiales sociales, normas de protocolo y en ceremonias policiales importantes ordenadas por el Comando General de la Policía Nacional y Actos Policiales.
4. Varios: Otros trajes incluidos los de los cadetes.

- De Trabajo:

1. Torera (B-1): Usado para el patrullaje y el control de espectáculos públicos y privados, en las escuelas y cursos regimentales como uniforme de clases, en las diferentes oficinas policiales, por el personal femenino que labora en dependencias administrativas.
2. De Costa (B-2): Es el más común. Usado para el patrullaje y el control de espectáculos públicos y privados, en las escuelas y cursos regimentales como uniforme de clases, en las diferentes oficinas policiales, por el personal femenino que labora en dependencias administrativas.
3. De Fatiga (B-3) o Camuflaje: Usado en operaciones de control de multitudes, para instrucción policial y operativos especiales ordenados por un superior.
4. De Educación Física y Deportes (B-4): Usado en actividades de educación física y deportes y en presentaciones deportivas.

Miembros de otras unidades de policía también pueden contar con un uniforme especializado y diseñado para sus labores.
Durante el transcurso del 2012 se realizó un cambio progresivo de los uniformes por otros más nuevos, diseñados para una mayor comodidad y utilidad. El costo fue de aproximadamente USD 23 millones. Algunos de los cambios son el reemplazo de la chaqueta tradicional por una del mismo diseño externo, pero reversible, contando con materiales reflectantes en una de sus caras; también la tradicional gorra de plato por un jockey o gorra común con el logo de la institución y las botas y zapatos de charol por unos botines. También se espera reducir el uso de la boina y el uniforme de tipo camuflaje a las unidades de élite.

### Vehículos
Actualmente la Sección Vehículos de la Dirección General de Logística es la encargada del registro, asignación, distribución, y control del parque automotor de la Policía Nacional.
La Policía Nacional está principalmente equipada con camionetas Chevrolet Luv D-Max, aunque también cuenta con pequeñas cantidades de otros vehículos como el Suzuki Grand Vitara, Chevrolet Aveo entre otros, pero en el 2014 los patrulleros son los vehículos como el Kia Sportage y el Kia Cerato. A partir del 2020 se han recibido diferentes tipos de  modelos como el Great Wall Wingle 7, Mazda BT-50, Dongfeng Rich 6, GWM Poer Serie P, JMC Grand Avenue, ZXAuto Terralord, Suzuki Grand Vitara SZ. En el caso de las motocicletas también cuenta con varios modelos, pero que se dividen principalmente en dos tipos: el primero son motocicletas modificadas Honda Tornado de 250 cc para vigilancia y control de zonas urbanas y rurales, y el segundo tipo son motocicletas modificadas Kawasaki KLR de 650 cc para vigilancia y control en zonas comerciales y bancarias.
Para transporte usa buses y/o furgonetas.

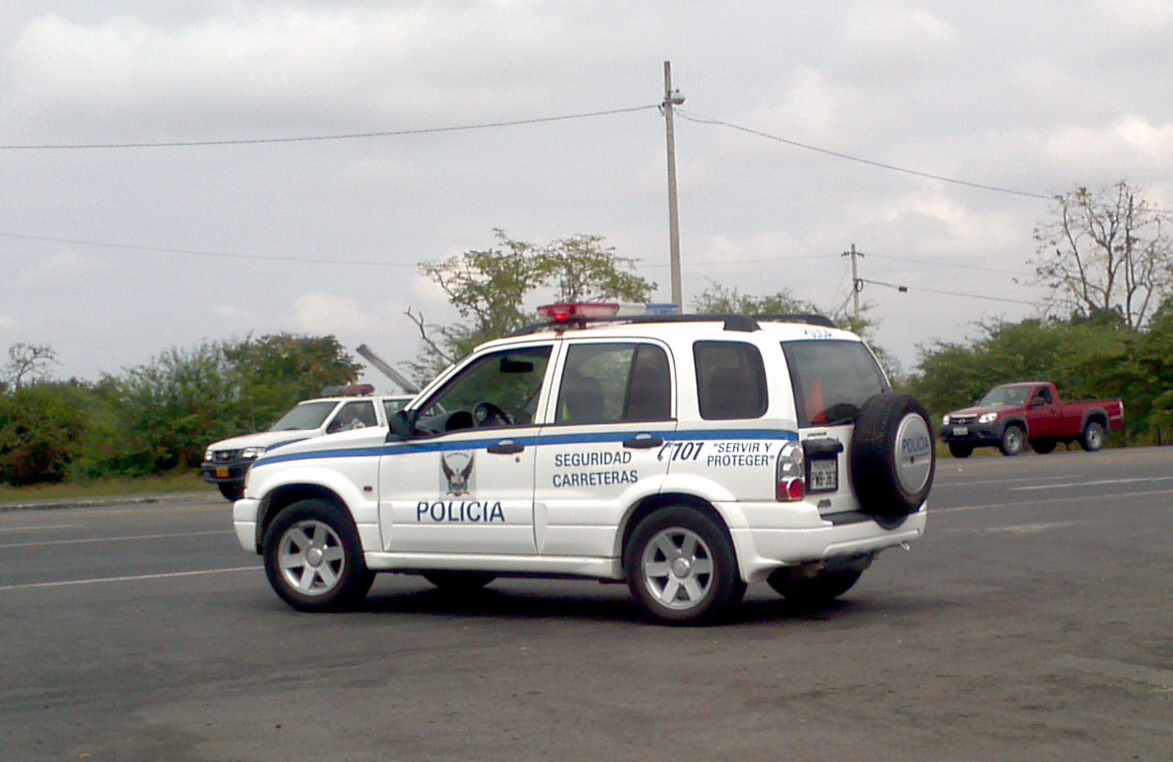
Suzuki Grand Vitara
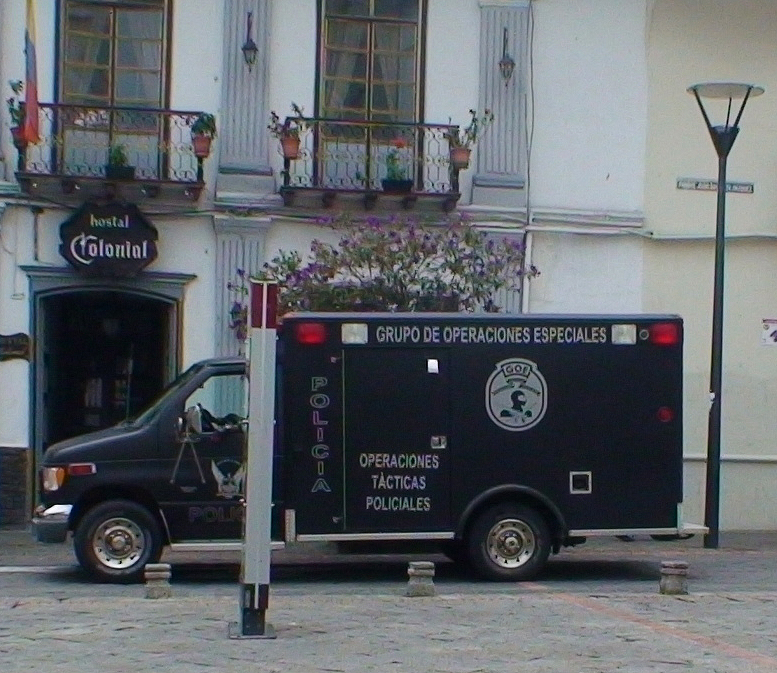
Vehículo del Grupo de Operaciones Especiales (GOE)
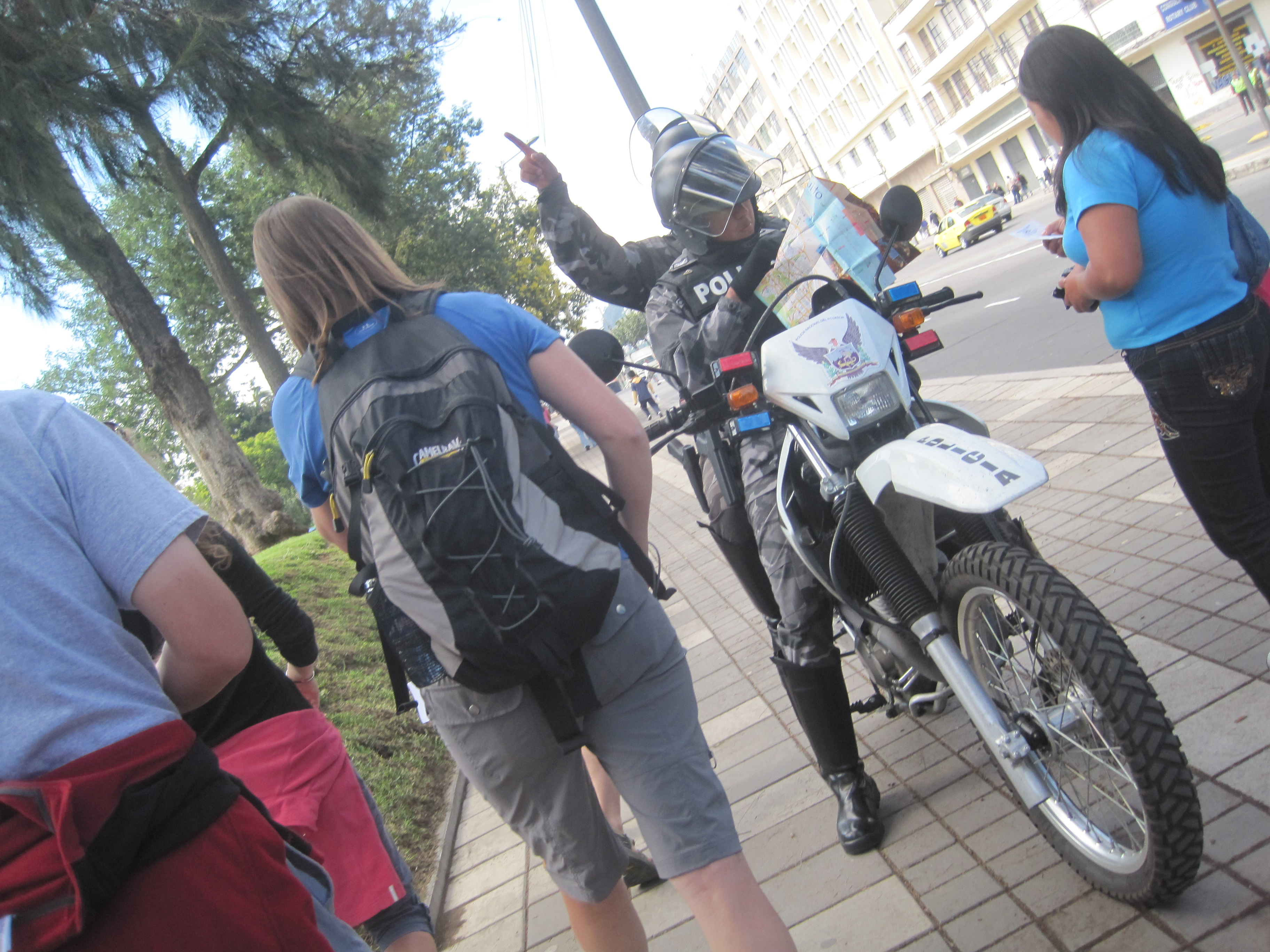
Una moto Honda Tornado

| Vehículo Especial Multipropósito y Anti-Motín | Vehículo Especial Multipropósito y Anti-Motín | Vehículo Especial Multipropósito y Anti-Motín | Vehículo Especial Multipropósito y Anti-Motín |
| Vehículo                                      | Origen                                        | Función                                       | Foto                                          |
| --------------------------------------------- | --------------------------------------------- | --------------------------------------------- | --------------------------------------------- |
| Hurricane WBA V1 Hurricane WBA V2             | México                                        | Blindado                                      |                                               |
| INKAS Huron APC                               | Canadá                                        | Blindado                                      |                                               |
| Pegaso BLR 3545                               | España                                        | Blindado                                      |                                               |
| Thyssen Henschel UR-416                       | Alemania                                      | Blindado                                      |                                               |
| INKAS Sentry MPV                              | Canadá                                        | Blindado                                      |                                               |

### Aviación
El Servicio Aeropolicial cumple la función de apoyo de la Policía Nacional y sus diferentes grupos tácticos, así como:
- Patrullaje Sector Urbano, rural, vial, ecológico y/o turístico
- Entrenamiento y vuelos de prueba
- Alarma y asalto bancos y otros
- Búsqueda, rescate y salvamento: personas y/o naves por accidentes, extraviados
- Transporte Autoridades Gobierno, Policía, logístico y administrativo
- Seguridad  aérea a dignatarios
- Operativos policiales y/o antinarcóticos
- Filmación y/o fotografía aérea
- Operaciones de Apoyo Municipio, 911
- Operaciones helitransportadas, paracaidismo y demostraciones aéreas
- Correo, abastecimiento y acción comunitaria

| Nombre                    | Foto  | Origen                | Tipo                                                         | Versión                                   | En servicio | Notas  |
| Avión                     | Avión | Avión                 | Avión                                                        | Avión                                     | Avión       | Avión  |
| ------------------------- | ----- | --------------------- | ------------------------------------------------------------ | ----------------------------------------- | ----------- | ------ |
| Beechcraft Super King Air |       | Estados Unidos        | Transporte ligero / MEDEVAC                                  | 350 ER200                                 | 31          | [ 51 ] |
| Cessna 421 Golden Eagle   |       | Estados Unidos        | Transporte ligero / Avión de enlace                          | 421B                                      | 1           |        |
| Piper PA-34 Seneca        |       | Estados Unidos        | Transporte ligero / Avión de enlace                          | PA-34-200T Seneca IIPA-34-200T Seneca III | 1           |        |
| Piper PA-31 Navajo        |       | Estados Unidos        | Transporte ligero / Avión de enlace                          | PA-31-350 Chieftain                       | 1           |        |
| Cessna 172                |       | Estados Unidos        | Avión de enlace / Avión utilitario                           | Q                                         | 1           |        |
| Helicóptero               |       |                       |                                                              |                                           |             |        |
| Eurocopter Écureuil       |       | Francia Unión Europea | Helicóptero utilitario ligero                                | AS350 B3AS350 B2                          | 29          | [ 52 ] |
| Bell 206                  |       | Estados Unidos        | Helicóptero utilitario ligero                                | Bell 206-L4JetRanger III                  | 1           | [ 53 ] |
| Bell 505 Jet Ranger X     |       | Estados Unidos        | Helicóptero utilitario ligero                                |                                           | 1           | [ 54 ] |
| MD 500                    |       | Estados Unidos        | Helicóptero utilitario ligero                                | MD 530FF                                  | 2           | [ 55 ] |
| Robinson R44              |       | Estados Unidos        | Helicóptero utilitario ligero / Helicóptero de entrenamiento | Raven II                                  | 2           | [ 56 ] |

## Reclutamiento

### En línea
Los jóvenes ecuatorianos mayores de 18 años pueden participar en el llamamiento para policías y oficiales de la Policía Nacional del Ecuador. 
El proceso se realiza mediante la página oficial del Ministerio del Interior.

## Seguridad social de la Policía Nacional

### Historia de la seguridad social policial
Los miembros de la Policía Nacional tienen cobertura en su retiro mediante varias legislaciones:
1. El 20 de marzo de 1926 se expide la Ley de Retiro del Personal Militar, que establecía un régimen especial para uniformados.
2. El 2 de marzo de 1939 se expide la Ley de Pensiones de las Fuerzas Armadas, que amplió la cobertura del régimen de retiro e incluyó expresamente al personal policial.
3. El 29 de octubre de 1957 se separa la Caja Militar hasta entonces manejada junto a la Caja de Pensiones para el personal civil. Desde esta fecha el Presupuesto General del Estado realiza transferencias para cubrir la diferencia entre las recaudaciones y las obligaciones para el personal en servicio pasivo.
4. El 20 de junio de 1962 se separa la Caja Policial de la Caja Militar y se establece una Junta Calificadora de Servicios de la Policía. La Caja Policial dependía de la Dirección de Bienestar Social de la Policía Nacional y encargaba la administración de la Caja al IESS, a quien pagaba 300 millones de sucres al año por gastos administrativos.
5. El 1 de junio de 1995 se publica la Ley de Seguridad Social de la Policía Nacional, que crea el Instituto de Seguridad Social de la Policía Nacional, ISSPOL, compuesto por tres ramas: seguro social, servicios sociales y asistencia social, este último para quienes no alcanzaban a cubrir los aportes para ser beneficiario de los seguros antedichos.
6. El 30 de noviembre de 2011 el ISSPOL transforma su gestión a administración por procesos y obtiene la certificación de calidad ISO-9001-2008.
7. El 28 de febrero de 2016, el ISSPOL recertifica sus procesos con la norma de calidad ISO-9001-2015.
8. El 21 de octubre de 2016 se aprueba la Ley de Fortalecimiento a los Regímenes Especiales de Seguridad Social de las Fuerzas Armadas y de la Policía Nacional que crea dos regímenes de aportación: régimen transitorio para quienes aportaron hasta antes de octubre de 2016 y nuevo régimen para personal que ingrese desde octubre de 2016.

### Gestión del ISSPOL
En 2020 se descubrió que personal a cargo de la política de inversiones del ISSPOL había adquirido bonos del Estado fuera del mercado de valores y luego había autorizado canjear esos bonos por títulos comerciales obtenidos fuera del mercado de valores que finalmente no fueron honrados por los obligacionistas, causando un perjuicio cercano a $532 millones, de los cuales $327 millones se destinaron, el 8 de enero de 2016, a comprar bonos a High Yield Bond Fund, que no pudo vender de regreso esos bonos y $205 millones que se destinaron, el 17 de febrero de 2017, a operaciones de recompra o reporto con IBCorp. IBCorp. atribuye el impago a la renegociación de deuda externa realizada por Ecuador en 2020. Estas transacciones habrían tenido lugar entre 2014 y 2020.
Las empresas Ecuagran y Delcorp están impagas de obligaciones emitidas que fueron adquiridas por el ISSPOL que suman $20 millones. Estas negociaciones de ISSPOL fueron acordadas a instancias de José Chérrez, quien fue uno de los demandantes que buscaron en agosto de 2020 impedir la renegociación de la deuda externa de Ecuador. De otro lado, un monto de $8'872.000 fue invertido en un fideicomiso de la Universidad UTE, inversión que estaba siendo honrada hasta antes de la pandemia por coronavirus de 2020.
En septiembre de 2020, el ISSPOL emitió un título de crédito a Ecuagran en liquidación por $21.9 millones.
ISSPOL participó en el mercado de valores a través de la Casa de Valores ValPacífico, actualmente en liquidación y que fue multada en $140.000 por la Superintendencia de Compañías. En mayo de 2022, ValPacífico presentó denuncia penal contra sus ex administradores durante la época en que ocurrieron las fallidas inversiones de ISSPOL.
Participaron en las decisiones de inversión: David Proaño, vocal del consejo superior; Rafael Núquez, director económico financiero; Enrique Espinosa de los Monteros, director general; John Luzuriaga, director de riesgos; Pablo Cerda, presidente del comité de inversiones y Alfredo Valverde, jefe de inversiones. El 14 de agosto de 2020 las áreas jurídica y financiera de ISSPOL advirtieron el riesgo de inversión al director del Instituto, Jorge Villarroel Merino.
El Depósito Centralizado de Valores (DECEVALE) tenía una tesorería paralela por donde se autorizaban transacciones entre empresas relacionadas entre sí y  relacionadas con José Chérrez, quien lideraba las decisiones de inversión de ISSPOL.
El 23 de febrero de 2021 fueron detenidas cinco personas que dirigieron ISSPOL cuando se produjo el ilícito. El 25 de febrero de 2021 fue ordenada prisión preventiva contra: Enrique Espinosa de los Monteros, ex director de ISSPOL durante 2015; Alfredo Valverde, jefe de inversiones y secretario del Comité de Inversiones entre 2014 y 2019 y Santiago Duarte Tapia, asesor jurídico del Comité de Inversiones durante 2014 a 2019. El ex director de ISSPOL durante 2016 y 2019 recibió prisión preventiva por presentar diagnóstico de cáncer. Juicio 17281-2021-00417. El 26 de febrero de 2021 fue detenido en EE. UU. por lavado de activos John Luzuriaga Aguinaga, ex director de riesgos.
El 10 y 19 de febrero de 2021, el Departamento de Justicia demandó en Florida a José Chérrez y John Luzuriaga Aguinaga, de llevar a cabo una conspiración para esconder sobornos de parte de Chérrez a funcionarios del ISSPOL, para que autoricen decisiones de inversión que le representaron $65 millones de ganancias ilícitas a Chérrez y $2,1 millones en sobornos a los directivos que decidían inversiones.
DECEVALE sostiene que Luis Álvarez Villamar se hizo pasar por tener autoridad suficiente para afirmar que DECEVALE estaba en capacidad de dar fe de la existencia de determinado patrimonio en poder de las empresas de Chérrez. En julio de 2021, dos directivos de DECEVALE y uno de la casa de valores CITADEL fueron detenidos, mientras otros cuatro involucrados recibieron medidas alternativas a la prisión. El 27 de junio de 2021, Luis Álvarez Villamar se declaró culpable de blanqueo de capitales, ante el Departamento de Justicia, División Criminal, Sección de Fraude, del Sur de Florida, habiendo declarado haber recibid más de $ 3 millones de Luis Chérrez a través de varias empresas. Luis Álvarez Villamar será nuevamente escuchado en la Corte de Florida, lo que puede generar nuevas relaciones o personas involucradas.
El propietario de la casa de valores CITADEL desviaba fondos de ISSPOL hacia su empresa particular FORBAN, donde también es accionista su padre, el excandidato presidencial del Partido Social Cristiano, Xavier Neira Menéndez. Cuando Neira fue candidato presidencial en 2006, se le revocó la visa a EE. UU.
Las empresas Delcorp y Ecuagran adeudan $50 millones en inversiones a ISSPOL por inversiones financieras, que obtuvieron mediante un entramado de emisiones de títulos valor mediante la captación de facturas y letras de cambio.
Ernst & Young realizó una auditoría forense de la documentación y las comunicaciones entre funcionarios ISSPOL, la casa de valores CITADEL y el depósito DECEVALE, con José Chérrez, funcionarios de la Superintendencia de Compañías y del Banco Central del Ecuador.
El 10 de febrero de 2022, fueron detenidos Iván Goldstein, accionista mayoritario de Delcorp y Ecuagran; así como Xavier Huerta Egûez, ex gerente de Delcorp en Miami.
En abril de 2022, Decevale cumplió una orden judicial de devolver $4,7 millones. A la fecha, IB Corp, por los derechos de Chérrez, impugna esta devolución, bajo argumento de que las cuentas de Decevale continúan congeladas. En agosto de 2022, la Contraloría aprobó un informe que dispone a Seguros Sucre enjuiciar a Decevale por el manejo de los bonos a su cargo.
A abril de 2022, ISSPOL ha recuperado un total cercano a $6,2 millones entre la orden judicial a Decevale y un allanamiento de un inmueble en Plaza Lagos, Samborondón, valorado en $1,5 millones.

## Jerarquías
Oficiales
- General Superior
- General Inspector
- General de Distrito
- Coronel de Policía
- Teniente Coronel de Policía
- Mayor de Policía
- Capitán de Policía
- Teniente de Policía
- Subteniente de Policía
- Cadete de Policía.

Suboficiales
- Suboficial Mayor de Policía
- Suboficial Primero de Policía
- Suboficial Segundo de Policía
- Sargento Primero de Policía
- Sargento Segundo de Policía
- Cabo Primero de Policía
- Cabo Segundo de Policía
- Policía
- Aspirante a Policía